# Színes televízió
A színes televíziót az USA-ban az 1950-es években vezették be. A drága készülékek és a kevés színes műsor akadályozta a gyors elterjedését. A késői 1960-as években azonban már nagy számban kezdték értékesíteni. A GE Porta Color hordozható tv-je (10 hüvelyk, 200–270 $) 1966-ban jelent meg a boltokban. Az 1970-es évekre a színes tv is általánossá vált az USA-ban. A műsorokat színesben közvetítették már az 1970-es évek közepén. 1967-ben indult a PAL rendszerű színes adás Európában. Gyorsan terjedt, és az 1970-évek közepére általánossá vált.

## Mechanikus televízió
A korai 1920-as években többek között John Logie Baird (GB) mechanikus televíziójával kísérleteztek. Baird 1928. július 3-án létrehozta a világ első színes jelátvitelét. 1929 júliusában a Bell Laboratories is bemutatta a saját rendszerét. 1938. február 4-én szintén Baird nevéhez fűződik a világ első televíziós közvetítése, mechanikus úton letapogatva 120 soros jelet vitt át a Crystal Palace-ból a Dominion Theatre vetítővásznára.
Tihanyi Kálmán találmánya hozzájárult a Fransworth rendszer kidolgozásához, amellyel a BBC 1936–1939 között rendszeres műsort szolgáltatott. Ezt félbeszakította a II. világháború. 1941-ben az USA-ban meghatározták az NTSC szabvány alapjait. A rendszeres adások a II. világháború után kezdődtek. 1950-ben már 6 000 000 készülék volt az USA-ban.

## Hibrid rendszerek
1940. február 5-én az RCA bemutatta a világ első teljes egészében elektronikus letapogatású televíziós rendszerét. Háromszor olyan drága volt, mint a fekete-fehér rendszer. A képe homályos volt. 1940-ben Baird egy fekete-fehér televíziót kombinált forgó színes tárcsával. Goldmark Péter Károly a CBS mérnökeként olyan elektromechanikus rendszert hozott létre, ahol a kamerában és a vevőkészülékekben a katódsugárcső előtt szinkronban vörös, zöld, kék szűrő forog. Goldmark találmányát a Szövetségi Kommunikációs Bizottságnak (FCC) 1940. augusztus 4-én mutatta be. A sajtó szeptember 4-én ismerhette meg.
A CBS 1940. augusztus 28-án színes film segítségével folytatott teszteket. 1940. november 12-én már az élő közvetítést is tesztelte. NBC (tulajdonosa az RCA) 1941. február 20-tól kísérletezett. Ez utóbbi tesztek nem voltak kompatibilisek a fekete-fehér készülékekkel és nem is lehetett kapni olyan készüléket, amely alkalmas lett volna a vételére. Egyedül a mérnökök számára folytak. A Háborús Termelési Bizottság 1942. április 20. és 1945. augusztus 20. között korlátoztatta a televízió és rádió készülékek gyártását. Kevés esély maradt a színes rendszer bevezetésére.

## Teljesen elektronikus rendszerek
A korai 1940-es években Baird elkezdett kísérletezni egy teljesen elektronikus rendszerrel a Telechrommal, amelyet 1944. augusztus 16-án mutatott be. Ez volt az első gyakorlati szempontból teljes mértékben használható rendszer. Sajnos csak korlátozott szín visszaadásra volt képes. A rendszer fejlesztése Baird 1946-os halálával akadt meg.

## FCC színes rendszer
1945-ben a fekete-fehér televízió is még gyerekcipőben járt, azonban tovább folytak a kezdeményezések. 1948-ban 1 millió készülék volt az USA-ban, 1951-re már elérte a számuk a 10 milliót. A II. világháború után a Szövetségi Kommunikációs Bizottság moratóriumának megfelelően 1948-ig nem lehetett új csatornákat elindítani, mivel korlátozott volt a rendelkezésre álló frekvencia. Megoldásként az eddig nem használt UHF sávot jelölték ki a színes rendszerű állomások számára. 1948-ban az FCC technikai bemutatókon tanulmányozta a rendszer működését. A CBS eredeti rendszerét tovább fejlesztették (405 sor, 6 MHz-es csatornák), ennek eredményeként jobb volt mint versenytársai. Az RCA egy pont szekvenciális rendszeren dolgozott, amelyet csak 1949. augusztus 25-én mutattak be. Ez a rendszer kompatibilis volt a már meglévő fekete-fehér rendszerekkel. Az FCC döntését befolyásolandó a CBS egyórás színes napi bemutatókat tartott a nagyközönség számára. 1950. januárjában a washingtoni WOIC adón (CBS). Az adást középületekben 16 hüvelykes színes tévéken nézhette a nagyközönség. A bemutató február 21-ig tartott, amelyet több esti műsorral is kiegészítettek a közönség elvárásának megfelelően. New Yorkban a bemutatók 1950. november 14-én kezdődtek. 10 színes televíziót állítottak ki a város középületeiben a nagyközönség számára. Koaxkábelen Philadelphiába és Chicagóba is eljuttatták az adást. Ez volt az első színes távolsági közvetítés. Később az FCC döntésének megfelelően a CBS rendszerrel kezdődött meg a már nagyközönségnek szánt adás 1951. június 25-én. Mivel az RCA technikai problémákkal küzdött, drága volt a berendezés, a színvisszaadás pedig gyenge. A CBS rendszerét azonban nem lehetett fekete-fehér televízión nézni. 30 ilyen speciális készülék volt New York körzetében abban az időben erre a célra. A műsoron show műsorok mellett helyett kapott a The World Is Yours és a Modern Homemakers sorozat is. A színes adások hossza nemsokára elérte a heti 12 órát (nem főműsoridő). 11 CBS leányvállalat alkalmazta a színes technikát. Üzletileg nem volt sikeres, hirdetők nem hirdettek rajta, mivel alig valaki tudta nézni. A készülékgyártók nem gyártottak konvertert a fekete-fehér készülékekhez. A CBS megvett egy televízió gyártó céget is, azonban a legyártott 200 készülék túl kevés volt (csak 100-at tudtak eladni belőle) és már túl későn érkezett az üzletekbe. 1951. október 20-án beszüntette a CBS a színes adását, sok csalódott ügyféltől visszavásárolta a készülékeket.

## Kompatibilis színes rendszer
Akkor már léteztek valódi színátvitel megvalósító eljárások. Ilyen volt a pont-szekvenciális színes rendszer. A hibrid rendszerekhez képest ez már a létező fekete-fehér rendszer jeleihez hasonló jellemzőkkel bírt, a különböző fényerejű pontokat egymás után küldte a képernyőre. Georges Valensi 1938-ban egy olyan színes rendszert mutatott be, amely jeleit a fekete-fehér készülékek is képesek voltak venni. A kamerák által produkált luminance jelet a meglévő VHF sávon továbbította. A szín információkat 3-féle krominancia jelbe kódolta. Ez utóbbi jeleket külön frekvencián továbbították. Értelemszerűen a fekete-fehér televíziókon csak a luminance jelet lehetett beállítani. Ennek a rendszernek hatalmas hátránya volt a nagy sávszélesség igény, emiatt az FCC rögtön elvetette.
Az RCA felhasználta Valensi rendszerét a saját rendszerének kidolgozásához, mivel ezt tekintettek az egyetlen lehetséges megoldásnak. Az RCA korai rendszere azonban több hátrányos tulajdonsággal rendelkezett: tükröket és egyéb vetítési rendszereket tartalmazott. Képminősége pedig gyenge volt. Az előbb leírtak miatt a CBS rendszere jobb volt, de inkompatibilis a fekete-fehér televíziókkal. Ekkor azonban az RCA 100 millió dollárt fektetett használható pont-szekvenciális képcső kifejlesztésébe. Az RCA miután megvizsgálta a versenytársak Geer, Chromatron, Penetron és az "Apple" csövét. Az árnyékmaszk rendszer fejlesztésébe fogott.
Werner Flechsig (1900–1970) 1938 júliusában szabadalmaztatta az árnyékmaszk rendszert Németországban, majd bemutatta azt a Berlini Nemzetközi Rádió Kiállításon 1939-ben. A legtöbb katódsugárcsöves készülék ezt a rendszert alkalmazta. Ebben a rendszerben 3 elkülönített elektronágyút apró színes pontokra fókuszálják.

## Második NTSC
1950. januártól az NTSC ismét konferenciát tartott a kompatibilis színes rendszerről a ránehezedő nagy nyomás hatására. Az FCC hevesen ellenezte az NTSC törekvését, mivel az előbbi nemrég választotta ki a CBS-t a színes rendszer elindítására.
A televízióipart képviselő NTSC 1950–53 között, azelőtt, hogy a CBS megjelent az éterben, már dolgozott olyan kompatibilis színes rendszeren, amelyet fekete-fehér készülékekkel is lehet fogni. Ehhez a hardverelemeket az RCA szállította. A rendszer már megfelelt az FCC minőségi elvárásainak is. Az első nagyközönségnek szóló pont-szekvenciális teszt New Yorkban volt 1951 júniusában. A CBS 1953 márciusában az Amerikai Kongresszus előtt felhagyott saját rendszerével. A CBS kompatibilis készülékek gyártását betiltották.
Az NTSC számára nyitva állt az út. 1953. december 17-én engedélyt kapott az FCC-től a saját rendszerére. 1953. augusztus 30-án bemutatták az NBC Kukla, Fran and Ollie sorozatát, ezt azonban még csak a cég központjában lehetett színesben nézni. A Carmen opera közvetítése volt 1953. október 31-én az első kisugárzott hálózati közvetítés az NTSC-színrendszerben.
Az egész országon átívelő közvetítés Tournament of Roses Parade volt 1954. január 1-jén. Az RCA, General Electric, Philco, Raytheon, Hallicrafters, Hoffman, Pacific Mercury gyártók prototípusaival országszerte bemutatót tartottak. Admiral C1617A és a fejlettebb CA1617B ezek voltak az első lakosságnak szánt NTSC-színeket használó vevőkészülékek (akkor 1175 $-ba került, 9600 mai dollár; 38 cm képernyő). Westinghause 38 cm képernyőjű színes modellje (akkor 1295 $-ba került, ami ma 10 600 $-nak felel meg) 1954. február 28-ától volt megvásárolható New Yorkban. Az RCA CT-100-as modellje 1954 áprilisában érkezett az üzletekbe. Ez a modell kezdetben 1000 $-ba került, augusztusban már csak 495 $-t kértek érte (4050 mai dollár). 1954 nyarán sugározta az NBC az első színes főműsoridős sorozatát The Marriage címmel. A Ford Theatre sorozat már az egész NBC hálózatban színesben ment 1954 októberétől. A tévéközvetítéseket 1947-től fekete-fehér filmen tárolták. 1956. szeptemberétől az NBC már színesben tárolta a közvetítéseit.
1958-tól Ampex szalagos videómagnó segítségével rögzítették az „An Evening With Fred Astaire”-rel című műsort, amely az egyik legrégibb fennmaradt tévéműsor. Az 1950-években számos hálózatba sugárzott sorozat (The Cisco Kid, The Lone Ranger, My Friend Flicka, and Adventures of Superman) egyes részei színesben készültek. Az első kettő még némelyik kisebb NBC tagcsatorna számára színes tévéközvetítés formájában jutott el. The Cisco Kid volt az olyan sorozat, amelyhez színes részek készültek. 1959-ben az NBC heti állandó színes sorozatot indított a teljes egészében színes Bonanzával. Az NBC képviselte ekkor egyedül a színes televíziózást, mivel anyavállalata, az RCA 1959-re a színes készülékek meghatározó gyártója lett. 1960-ban az eladott színes készülékek 95%-a RCA volt.
A CBS és az ABC nem állapodott meg készülékgyártókkal, és nem is akarták a versenytársuk pozícióját javítani a színes adások elindításával. A CBS 1960–63 között megszüntette rendszeres színes adását, beleértve a „The Lucy Show”-t is, amely 1963-as indulásakor még színesben közvetítettek, azonban 1964-65 végére visszatértek a fekete-fehér változatra. Az ABC 1962-ig késleltette az első színes sorozatait (The Flintstones, The Jetsons, and Beany and Cecil). A Dumont hálózat pénzügyi válságban volt, így nem szállt be a színes adásokba. 1964-ben az amerikai háztartások 3,1%-ban volt színes televízió, mivel kevés volt a színes adás és a készülékek nagyon drágák voltak. Az NBC ezért 1965-ben bejelentette hogy ősztől főműsoridőben főleg színes programot szolgáltat. Ettől a szezontól kezdve az ABC és a CBS is főműsoridő felét színes tartalommal töltötte ki. 1965 szeptemberében indult a színes adás Hawaiin, a következő évben pedig Alaszkában.
1966-67-től kezdve már a 3 nagy amerikai televíziótársaság főműsorideje teljesen színes volt. 1967 decemberében indította az ABC utolsó fekete-fehér napközbeni programját. 1972-ben haladta meg a színes televízió eladások száma a fekete-fehéreket elsőként, ekkor az amerikai háztartások több mint 50%-a rendelkezett színes televízióval. Lekerült a color felirat az inzertről.

## A színes rendszer terjedése az Egyesült Államokon kívül
Amerika
- Kanada

Az ország százéves fennállásának ünnepén indult 1966. július 1-jén 12:01-kor angol és francia nyelven. 1974-től már teljes műsoridőben színes adás folyt. Az 1950-es évek közepétől Kanada déli részén már az Egyesült Államok színes adása elérhető volt.
- Kuba

1958-ban a világon második országként vezette be a színes televíziót a havannai 12-es csatornán RCA eszközökkel, NTSC-színrendszerben. A kubai forradalom kitörésével leálltak a színes sugárzással. A színes sugárzás 1975-ben indult újra NEC eszközökkel szovjet segítséggel SECAM rendszerben.
- Mexikó

Guillermo González Camarena egy korai színes televíziós közvetítő rendszert talált fel. Készülékével színes ábrákat sikerült átvinnie 1942, 1960, 1962-ben. A fekete-fehér televízióhoz készített szinkronizált színszűrős tárcsa adapter szabványa hasonló volt, az angol Baird field sequential színes rendszeréhez (1939 július) illetve a CBS rendszeréhez (1940 augusztus). 1946. augusztus 31-én Guillermo González Camarena az első színes sugárzást laborjából, a Mexikói Rádió Liga Mexikóvárosi központjába (Lucerna utca 1). A képet 115 MHz-en, a hangot pedig a 60 m-es sávban közvetítette. 1963. február 8-án engedélyt kapott az első bejelentett nyilvános színes adásra a mexikóvárosi XHGC-TV-ben (Paraíso Infantil). Az adás NTSC volt, amely azóta is szabvány Mexikóban.
A field-sequential színes rendszer hasonló a NASA 1979-es Voyager küldetése alkalmával használt TRICOLOR rendszeréhez, amellyel színes képet és videót közvetítettek a Jupiterről.
- Latin-Amerika

Brazíliában a latin-amerikai régióban elsőként 1972. február 12-én indult a PAL-M rendszerű színes sugárzás. Ecuador 1973. november 5-én indította az NTSC-rendszerű színes műsorát. Argentína, Chile, Kolumbia, Uruguay, Peru és Venezuela a késő 1970-es évekig a fekete-fehér rendszert használt.
Argentína, Paraguay, Uruguay PAL-N rendszert vett át. Bolívia NTSC-M & N, Grönland PAL-B (Dánia autonóm területe), Falkland-szigetek PAL-I rendszert használnak. A karib-tengeri francia gyarmatok (Guadelope, French Guiana, Martinique, St Pierre és Miquelon) SECAM-K rendszert honosítottak meg. A többi latin-amerikai ország NTSC-rendszerben kódolja színes adását.
Ázsia
- NTSC-rendszerű országok:

A Japán NHK Televízió, Ázsiában elsőként 1960. szeptember 10-én NTSC-J rendszerben kezdett színes műsort sugározni. A Fülöp-szigetek 1966-ban, Tajvan 1969-ben az NTSC-rendszert fogadta el. Dél-Korea 1980-ban vette át a színes technikát, azonban már azt megelőzően is gyártott színes televíziókat exportra.
- PAL-rendszerű országok:

Irak 1967-ben, Hongkong 1970-ben, Kína 1971-ben, Szingapúr 1974-ben, Thaiföld 1975-ben, Indonézia 1978-ban, India 1982-ben vezette be a színes műsorsugárzást. Szaúd-Arábia, Az Egyesült Arab Emirátusok, Kuvait, Bahrain, és Qatar az 1970-es évek közepén tért át az új rendszerre.
Ausztrália és Óceánia
1967-ben, a régióban elsőként Ausztrália kezdte meg a PAL-rendszerű sugárzást, de csak 1975-ben vált a színes rendszer egyeduralkodó. Új-Zéland 1973-ban követte szomszédját.
Afrika
1973-ban Tanzánia és Zanzibár Afrikában elsőként vette át a PAL-rendszert. 1974-ben Nigéria követte őket. Dél-Afrika csak 1976-ban tudta átvenni a színes rendszert. Ghánában és Zimbabwében fekete-fehér maradt az adás 1984-ig.
Európa
Európában a színes televízió később terjedt el, mert akadályozta a kontinens megosztottsága, a nacionalizmus és a szabványok. A magasabb felbontású 625 soros, kisebb frekvenciájú, de nagyobb sávszélességű fekete-fehér szabvány elfogadása után eldőlt, hogy nem veszik át közvetlenül az amerikai színes rendszert. Az amerikai rendszert a színárnyalat-problémák miatt nem tartották megfelelőnek, ami egyébként a szalagos videofelvevők 1950-es évek végén történt bevezetésével vált különösen fontossá. Az újdonság bevezetése Európában kevésbé volt sürgős, kevesebb volt a kereskedelmi motiváció, mivel az európai műsorszolgáltatók abban az időben túlnyomórészt állami tulajdonban voltak.
Ennek következtében, bár az ötvenes években többféle különböző színkódolási rendszer létezett, kezdve az 1956-ban szabadalmaztatott SECAM rendszerrel, sok évnek kellett eltelnie, mire 1967-ben a színes közvetítés ténylegesen elkezdődött. Az NTSC- és a korai SECAM-rendszerek teljesítményével elégedetlen Németország 1963-ban bemutatta a PAL-rendszert (Phase Alternating Line), ami nagyon hasonló volt az NTSC-hez, habár kölcsönzött néhány ötletet a SECAM-tól is. A franciák a SECAM fejlesztését a Szovjetunió bevonásával folytatták.
Az első teljes kiépítettségű PAL-vevők (PAL-D) ultrahangos, üveg késleltetésű sorokra támaszkodtak, amely a becslések szerint a kezdeti időkben a készülék árának a harmadát jelentette. A PAL rövidítés ezért „Fázis Változtatású Sorokból” származik. Alapvetően egy 625 soros NTSC-változat volt, a fázis által megfordított számozott letapogatási sorokkal. Ezért például a színárnyalat vagy TINT (fázis) hiba a 22. sorban ellensúlyozható lenne egy ellentétes színárnyalat vagy TINT (fázis) hibával a 23. sorban. A két fázishiba kioltaná egymást optikailag az emberi szem előtti bemutató során. Az NTSC-nél szükséges színárnyalat-beállítás így elkerülhető. A PAL más színkódoló rendszert javasolt, amely az NTSC vonalkésleltetéses színárnyalat-problémáját megoldja. A PAL-rendszer abban is egyedülálló volt, hogy megfizethető PAL-vevőt (más néven PAL-S, röviden PAL) lehetett építeni eltérítő sorok használata nélkül, úgy hogy a végrehajtás nem rosszabb, sőt a legtöbb esetben jobb is, mint egy NTSC-modell esetében.
A SECAM nem igényelt ilyen precíz eltérítő sorokat, mivel olcsóbb mágneses fém típusút használt. Mire 1967-ben a PAL-rendszerű adás elkezdődött, az üveggyártási technológia fejlődése lecsökkentette a speciális PAL-rendszerű eltérítő vonalak árát, hogy alig néhány egyszerű PAL-vevőt készítettek értékesítésre, gyakorlatilag minden SECAM-vevő ugyanazt az eltérítő sorokat alkalmazta, amit a PAL-változatúak. A 20. század végére az üveg késleltetésű sorokat teljesen felváltották az elektronikus megfelelőik.
1967. július 1-én indította az első rendszeres európai színes televízió-adást Nagy-Britanniában a BBC 2 (PAL). Az NSZK első színes adása 1967 augusztusában történt, amelyet Hollandia (PAL) szeptemberben, Franciaország pedig októberben (SECAM) követett. 1969 vége előtt kezdte a színes sugárzást Norvégia, Svédország, Finnország, Belgium, Ausztria, NDK, Csehszlovákia és Magyarország. Írország nemzeti televízió-társasága, az RTÉ 1968-tól színesben sugárzott rögzített programokat, az első nemzetközi célra készített színes adás Dublinból az Eurovíziós Dalfesztivál volt 1971-ben. A PAL-rendszer a nyugat-európai országokon keresztül elterjedt az egykori brit, portugál, belga, holland, osztrák, török és kínai birodalmi területeken is.
Több európai ország PAL színes rendszert vezetett be, az 1970-es években és a korai 1980-as években. Például: Grönland 1970, Jugoszlávia 1971, Spanyolország 1972, Izland 1973, Portugália 1976 (véglegesen csak 1980-ban vezette be), Albánia 1981, Törökország 1981. Olaszországban vita volt arról, hogy az Indesit által kifejlesztett nemzeti színes rendszert, az ISA-t vezessék be, de az ötletet elvetették. Ennek eredményeképpen Olaszország volt az egyik utolsó európai ország, amely 1977-ben hosszú technikai kísérletezés után elfogadta a PAL-rendszert.
Franciaország, Luxemburg és a legtöbb keleti blokkhoz tartozó ország a SECAM-rendszert választotta. A SECAM-rendszer népszerű volt a dombos terepviszonyokkal rendelkező országok esetében és a technikailag lemaradottak esetében is, ahol sok fekete-fehér vevőkészüléket telepítettek, mivel a nagyobb tűrőképességű SECAM-jel jobban együtt tudott működni a gyengébb minőségű berendezésekkel. Habár számos országban a döntés politikai volt, mint technikai.
A SECAM-produkciók hátránya az volt, ellentétben a PAL-lal, illetve az NTSC-vel, SECAM-rendszerű műsorok utómunkaműveletei nem lehetségesek minőségromlás nélkül.

## Analóg színes televíziós rendszerek
A táblázat bemutatja a különbségeket:
|                       | NTSC M       | PAL B,G,H      | PAL I          | PAL N        | PAL M        | SECAM B,G,H | SECAM D,K,K',L |
| --------------------- | ------------ | -------------- | -------------- | ------------ | ------------ | ----------- | -------------- |
| Vonalak/Mezők         | 525/60       | 625/50         | 625/50         | 625/50       | 525/60       | 625/50      | 625/50         |
| Vízszintes Frekvencia | 15.734 kHz   | 15.625 kHz     | 15.625 kHz     | 15.625 kHz   | 15.750 kHz   | 15.625 kHz  | 15.625 kHz     |
| Függőleges Frekvencia | 60 Hz        | 50 Hz          | 50 Hz          | 50 Hz        | 60 Hz        | 50 Hz       | 50 Hz          |
| Színvivő Frekvencia   | 3.579545 MHz | 4.43361875 MHz | 4.43361875 MHz | 3.582056 MHz | 3.575611 MHz |             |                |
| Video Sávszélesség    | 4.2 MHz      | 5.0 MHz        | 5.5 MHz        | 4.2 MHz      | 4.2 MHz      | 5.0 MHz     | 6.0 MHz        |
| Hangvivő              | 4.5 MHz      | 5.5 MHz        | 5.9996 MHz     | 4.5 MHz      | 4.5 MHz      | 5.5 MHz     | 6.5 MHz        |

Ezeket a szabványokat a 21. században sok országban leváltotta a digitális műsorsugárzás szabványai, az ATSC, DVB-T, DVB-T2 és ISDB.

## Fordítás
Ez a szócikk részben vagy egészben  a   Color_television című angol Wikipédia-szócikk fordításán alapul.  Az eredeti cikk szerkesztőit annak laptörténete sorolja fel. Ez a jelzés csupán a megfogalmazás eredetét és a szerzői jogokat jelzi, nem szolgál a cikkben szereplő információk forrásmegjelöléseként.

## Külső hivatkozások
- http://www.ctie.monash.edu.au/hargrave/tihanyi.html Tihanyi Kálmán
- https://web.archive.org/web/20110716134708/http://www.scitech.mtesz.hu/52tihanyi/history/tihanyi/index.html Tihanyi Kálmán
- http://www.bairdtelevision.com/
- https://web.archive.org/web/20111010005550/http://la-radiovision.fr/a-gallerie7b.htm
- http://www.tvdawn.com/
- http://www.crystalpalacefoundation.org.uk/
- http://www.ambisonic.net/bairdcp.html
- http://www.nationalmediamuseum.org.uk/
- http://www.movingimage.us/ Archiválva 2016. november 2-i dátummal a Wayback Machine-ben
- http://www.earlytelevision.org/
- https://web.archive.org/web/20110623131158/http://www.antiquewireless.org/museum/museum.htm
- https://web.archive.org/web/20130718174822/http://www.nhk.or.jp/strl/aboutstrl/evolution-of-tv-en/index-e.html
- http://www.nbtv.wyenet.co.uk/
- http://www.bairdtelevision.com/consult.html Archiválva 2010. június 25-i dátummal a Wayback Machine-ben
- http://www.paleycenter.org/
- http://www.davidsarnoff.org/
- http://colortelevision.info/rca-nbc_firsts.html Archiválva 2015. február 4-i dátummal a Wayback Machine-ben
- https://web.archive.org/web/20110526041122/http://www.novia.net/~ereitan/CBS_Color_Programming_rev_h.htm#ProgressColorcasting
- http://www.tvhistory.tv/ Archiválva 2013. június 25-i dátummal a Wayback Machine-ben
- https://web.archive.org/web/20120229212545/http://www.pagine70.com/vmnews/wmview.php?ArtID=650
- Television in Color, April 1944 A színes televízió egyik legkorábbi említése egy magazinban
- https://books.google.com/books?id=JScDAAAAMBAJ&pg=PA120#v=onepage&q&f=false
- https://web.archive.org/web/20111031061803/http://www.dumonthistory.tv/